# 杭深鐵路
杭深铁路，是中國的一條铁路，也是中國中長期鐵路規劃的「四縱四橫」客運專線之「一縱」，連接長江、珠江三角洲和東南沿海地區。該線由杭州东站出發，沿中國大陆東南海岸線南下，途經寧波、溫州、福州、泉州、廈門等地，到達深圳北站，全長約1450公里。其組成部份包括：
- 杭甬客运专线（杭州东－寧波），長152.04公里，2013年7月1日投入营运。
- 甬台溫铁路（寧波－台州西－溫州南），長279.09公里，2009年9月28日投入营运。
- 溫福铁路（溫州南－福州南），長298.4公里，2009年9月28日投入营运。
- 福廈铁路（福州南－廈門北），長274.9公里，2010年4月26日投入营运。
- 廈深铁路（廈門北－深圳北），長511.8公里，2013年12月28日投入营运。

其中杭州至宁波段原名杭甬高速线，是时速350公里以上的纯客运专线，宁波至漳州段原名沪深线甬漳段，为时速200至250公里的客货混运线。2013年12月，原杭甬高速线、沪深线甬漳段随新开通的漳州至深圳段合并命名为杭深线。

## 票价调整
2011年甬台温铁路列车追尾事故发生后，铁道部将杭深线宁波至厦门段运行时速由250公里调整到200公里，同时票价在原基础上下调5%左右。这次调整后的票价水准持续至2017年4月20日。
根据2016年1月1日起执行的《国家发展改革委关于改善完善高铁动车组旅客票价的政策通知》，自2017年4月21日起，调整运行于杭深线的时速200-250公里的动车组车票票价。根据铁总官方发布的公告，杭深线宁波至厦门段大部分动车组列车一等座涨幅最高超50%，二等座涨幅16%-20%，同时有少量车次下调票价。此次票价优化调整后，旅客乘坐动车出行在旅行时间和票价方面仍具有一定优势，而且有利于改善公司的经营状况，不断更新改进服务设施和条件，为旅客创造更好的旅行环境。而自8月15日起，杭深线浙江段部分车次车票开始有不同幅度的折扣，最大折扣额度为32%。
2021年4月10日起，配合调图，杭深铁路中的厦门~深圳段最高运营时速由200km/h提高至250km/h，因此该段也调整了相应票价。